# Central Lechera CLESA
Central Lechera CLESA es un edificio industrial proyectado por el arquitecto español Alejandro de la Sota Martínez, construido entre 1960 y 1963 en el distrito de Fuencarral-El Pardo, en el número 67 de la avenida del Cardenal Herrera Oria de la ciudad de Madrid.

## Arquitectura
El proyecto de la Central Lechera Clesa es uno de los edificios industriales proyectados y construidos por el arquitecto Alejandro de la Sota, un referente de la arquitectura española del siglo XX. Su obra más conocida a nivel internacional, el gimnasio del Colegio Maravillas es visitada por arquitectos y estudiantes de todo el mundo. Las referencias de la Central Lechera Clesa con el gimnasio derivan del gran espacio con iluminación cenital, en las naves de la fábrica y en el gimnasio, un gran ámbito basilical construido con elementos y materiales de la arquitectura moderna, representativa del siglo XX.
El proyecto define volúmenes diferenciados para cada uso funcional. las naves para el trabajo de pasteurización, esterilizar y embotellar, con la iluminación de los lucernarios a luz del norte, las oficinas con volúmenes prismáticos nítidos, y las naves de lavado de botellas cubiertas a dos aguas. Los materiales utilizados son hormigón en la estructura, bloque de hormigón y carpintería metálica en las fachadas. En esos años de 1961 el sistema de hormigón pretensado utilizado en las estructura para conseguir esas grandes luces en las naves cubiertas con lucernarios de sección poligonal, es un sistema innovador.

## Reciclaje y reutilización
La iniciativa de varias instituciones paró la demolición del edificio en 2014. Al perder su uso original fabril como central de pasteurización, esterilización y embotellamiento de leche, el edificio estuvo abandonado y sin mantenimiento. El estado de degeneración por la pérdida de uso, dio un giro cuando desde el Ayuntamiento de Madrid se promovió su protección como un edificio representativo de la arquitectura industrial de la ciudad. En 2015 se tramitó la protección de los espacios más icónicos del edificio, a su vez representativos de la arquitectura de Alejandro de la Sota, las dos naves principales que encierran ese espacio iluminado cenitalmente, junto con las oficinas y servicios.
A partir de 2017 se propuso un concurso para la rehabilitación de barrios y reutilización del edificio desde el Colegio Oficial de Arquitectos de Madrid y el Ayuntamiento de la capital. En el año 2020 el Ayuntamiento de Madrid propuso para el concurso internacional Reinventing Cities este edificio como uno de los espacios urbanos a regenerar.

## Galería: Interiores del edificio.

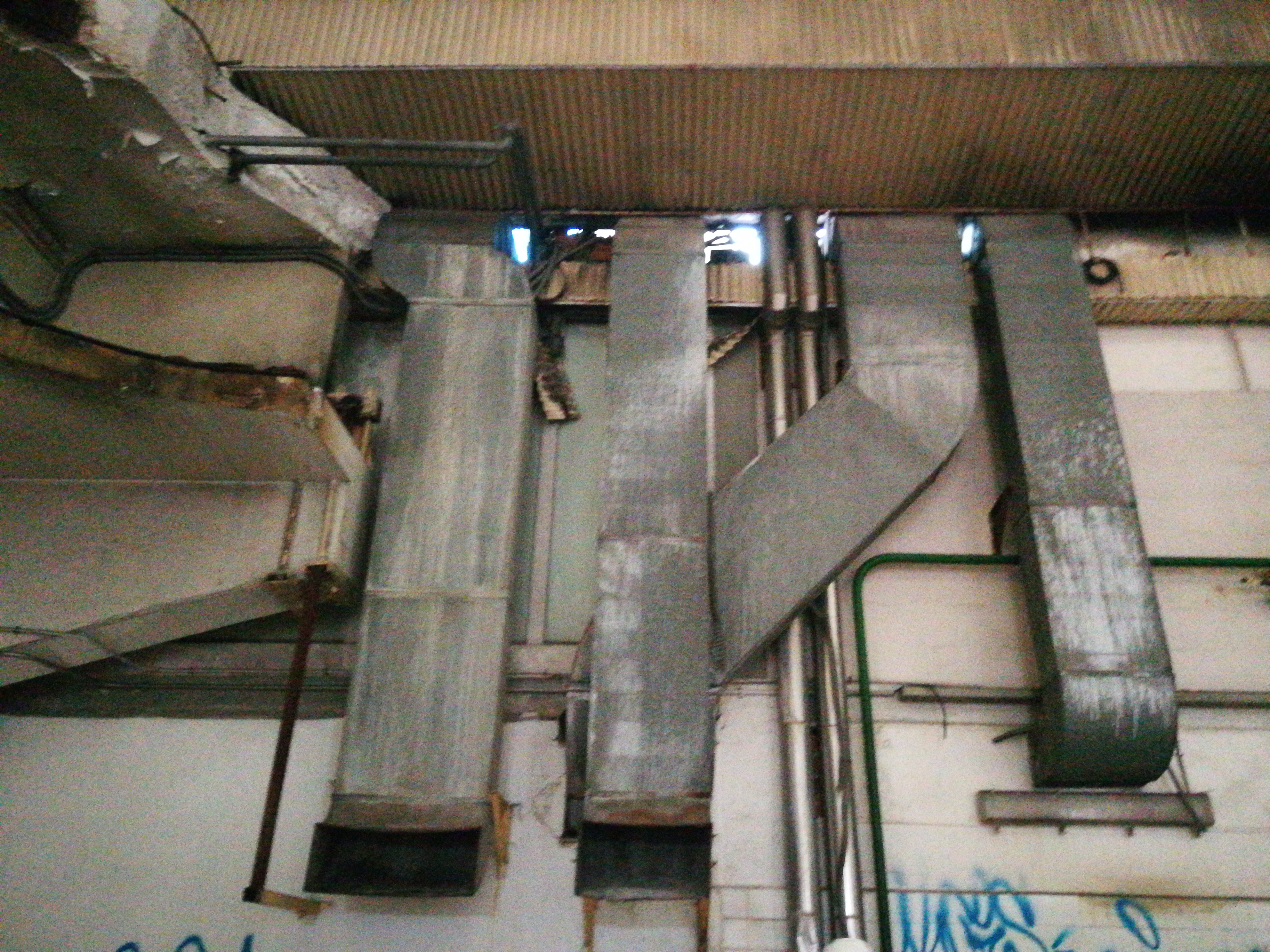
Madrid, Fuencarral-El Pardo. Central Lechera CLESA, interior.
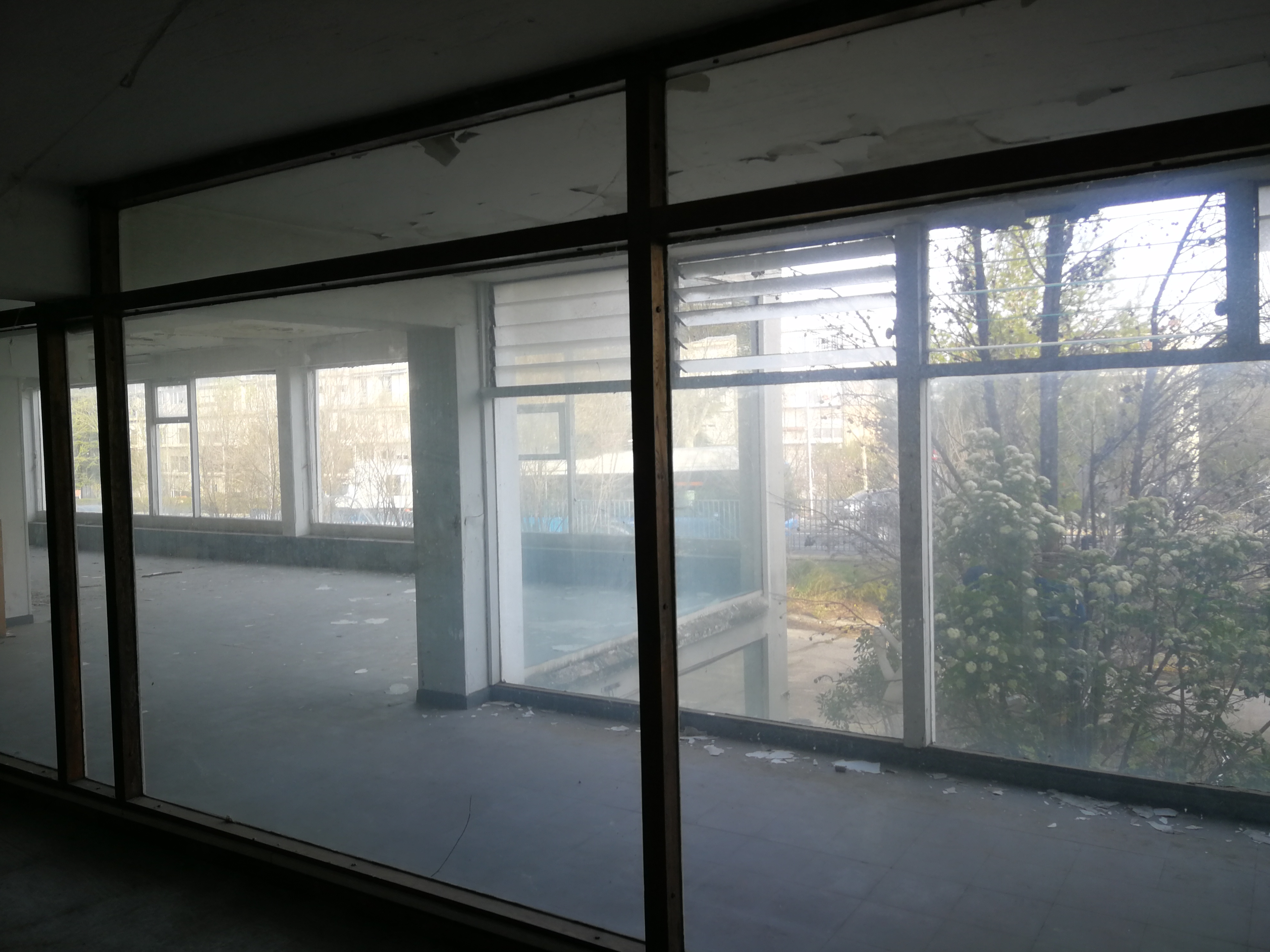
Madrid, Fuencarral-El Pardo. Central Lechera CLESA, interior. Alejandro de la Sota
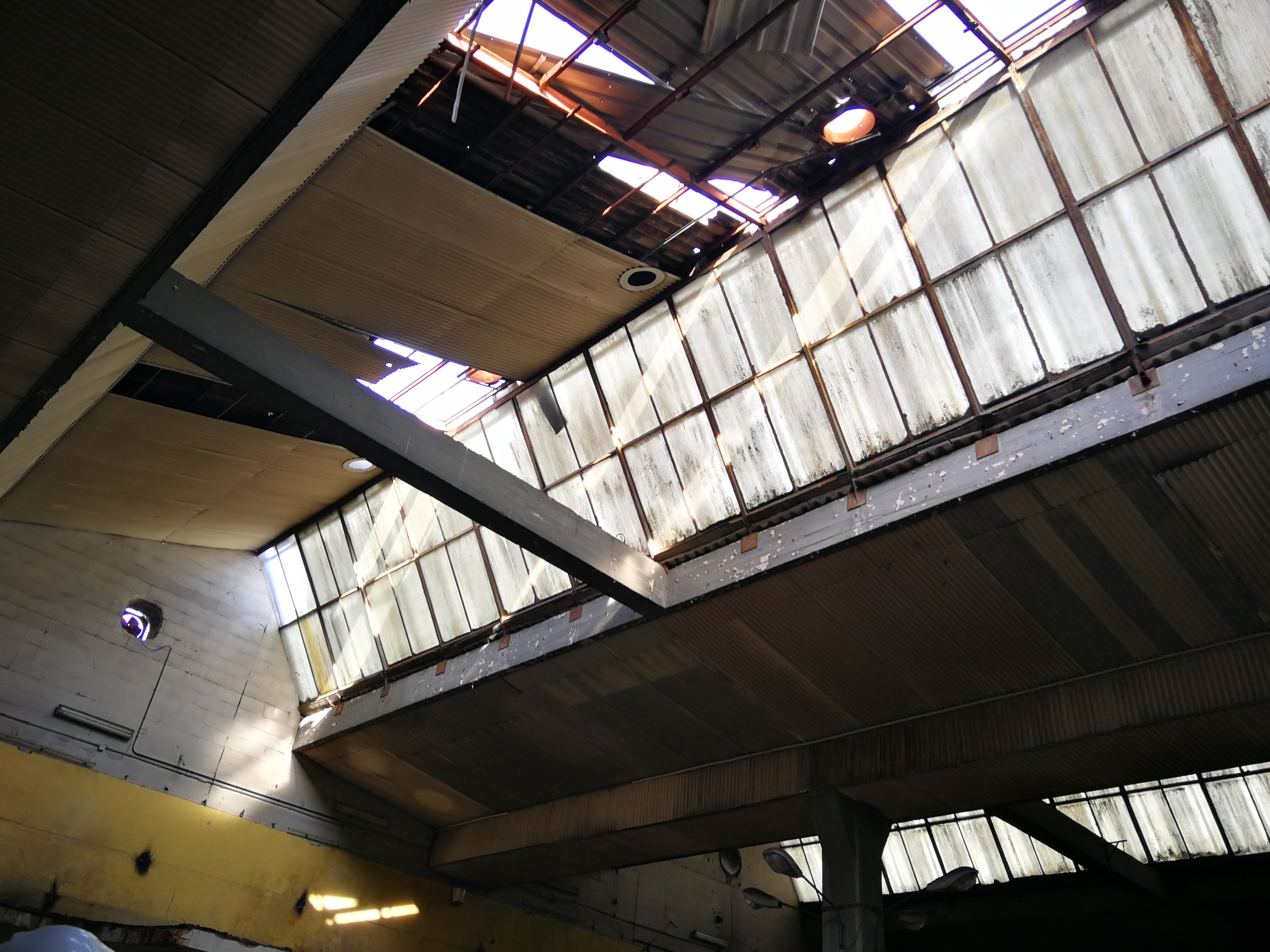
Madrid, Fuencarral-El Pardo. Central Lechera CLESA, interior. Alejandro de la Sota
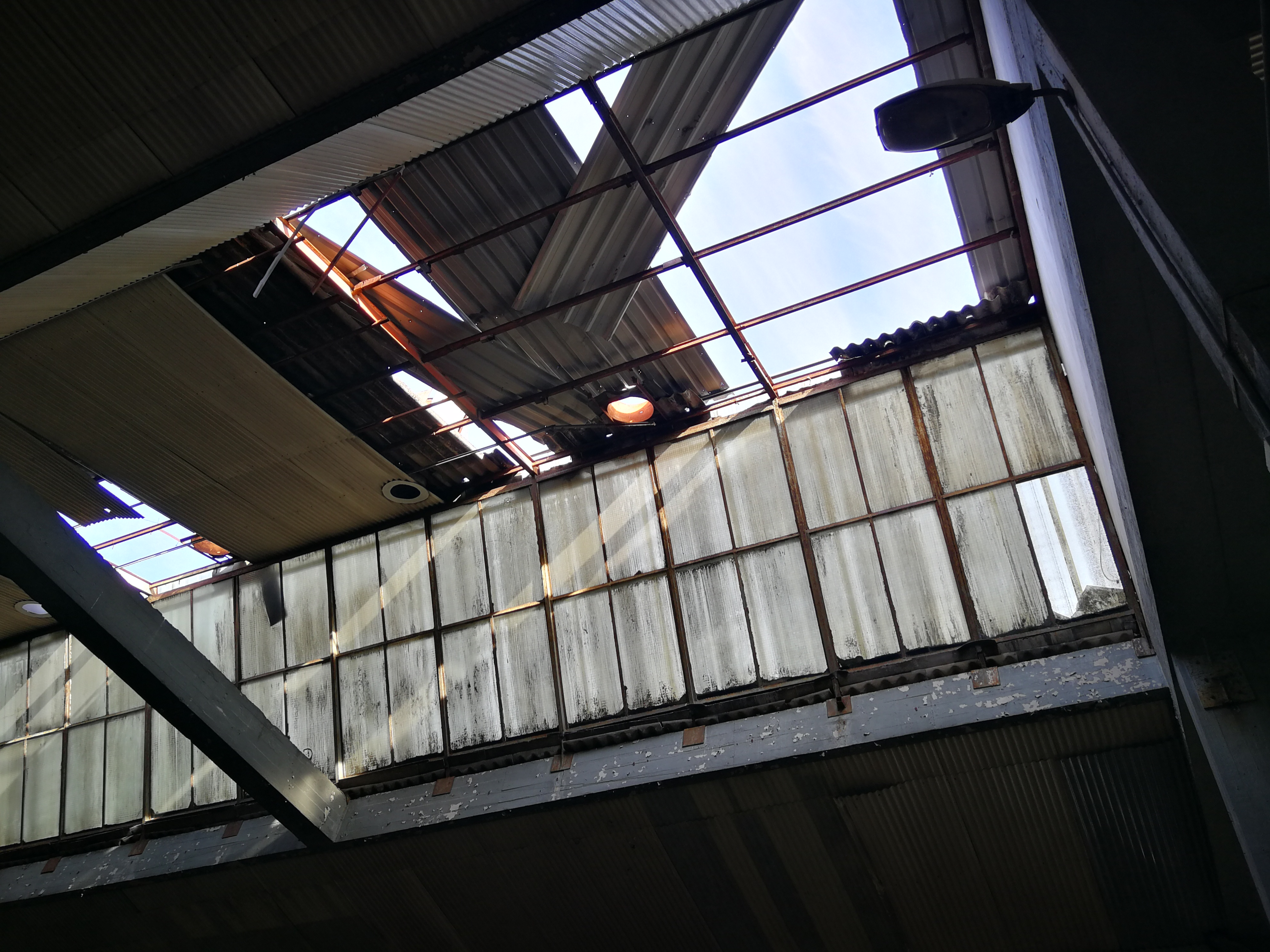
Madrid, Fuencarral-El Pardo. Central Lechera CLESA, interior. Alejandro de la Sota
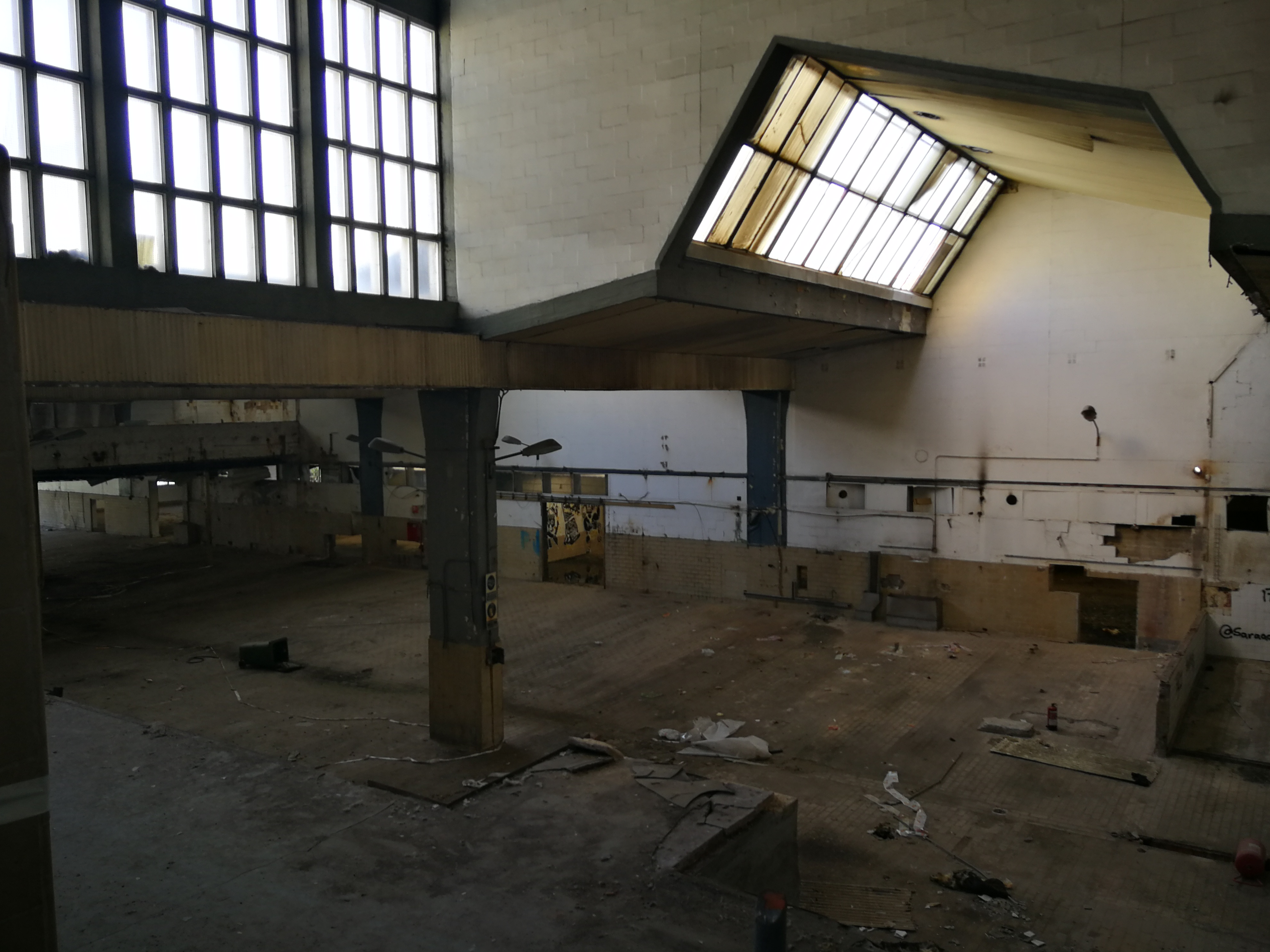
Madrid, Fuencarral-El Pardo. Central Lechera CLESA, interior. Alejandro de la Sota
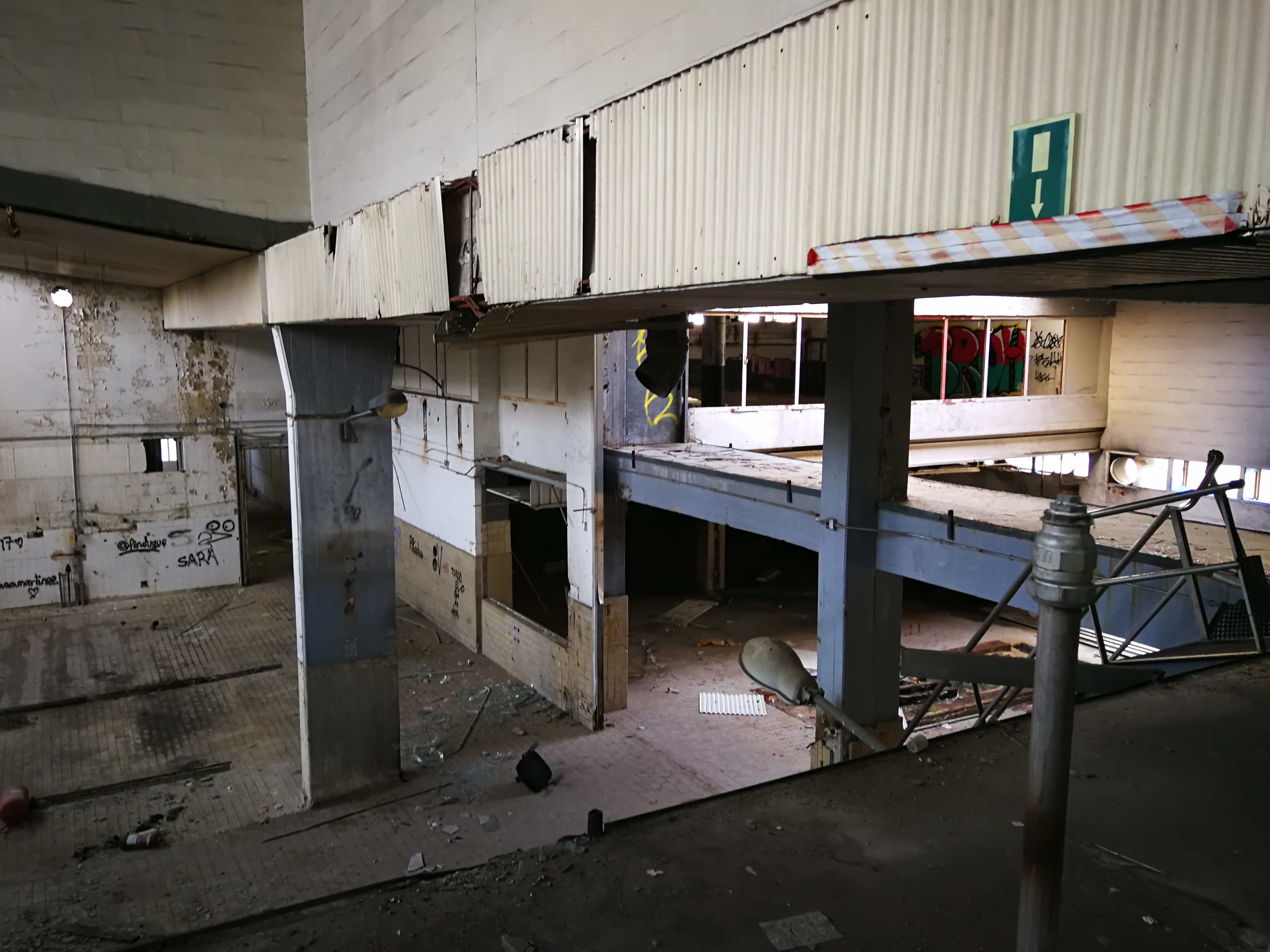
Madrid, Fuencarral-El Pardo. Central Lechera CLESA, interior. [lejandro de la Sota
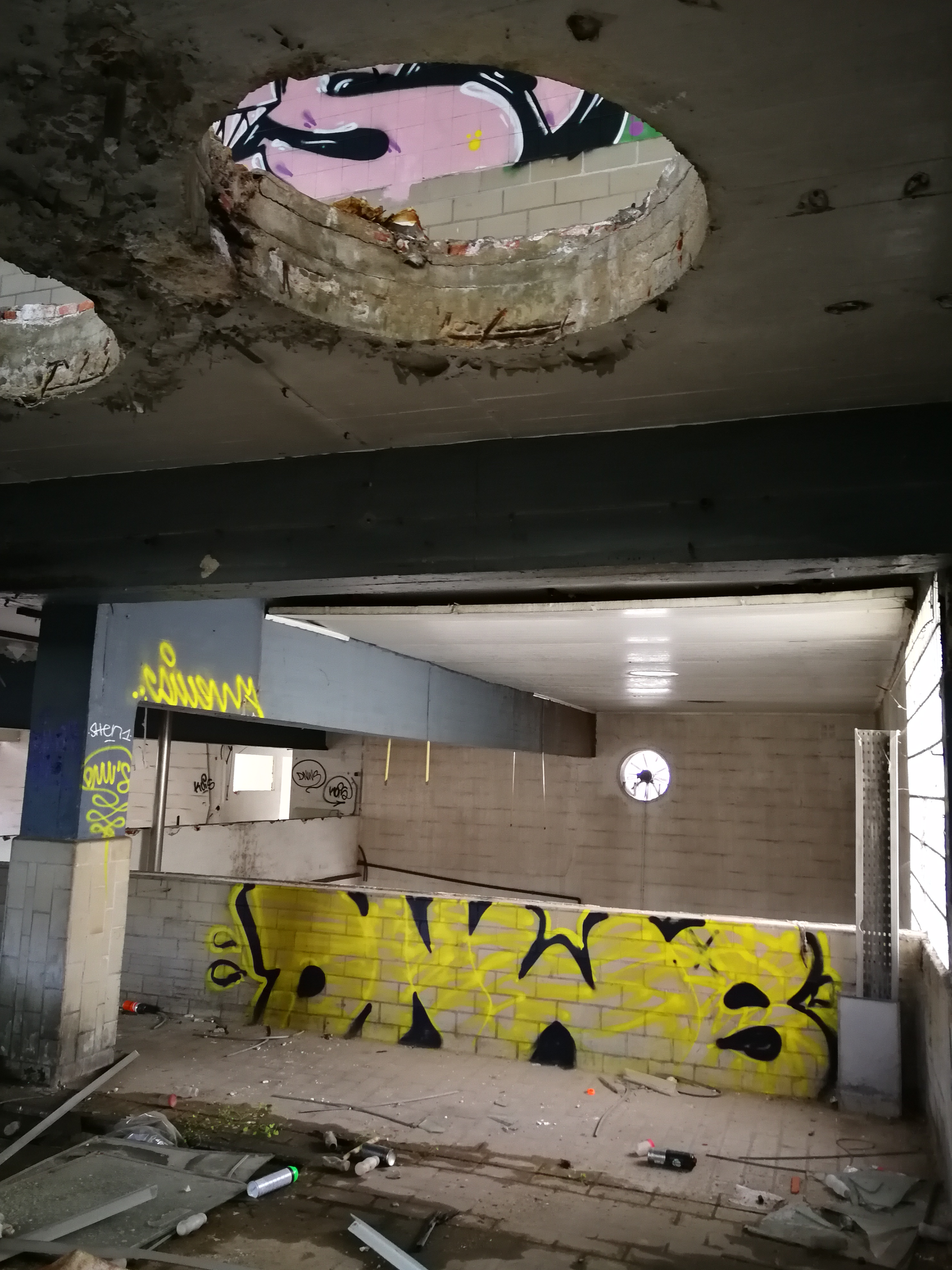
Madrid, Fuencarral-El Pardo. Central Lechera CLESA, interior. Alejandro de la Sota
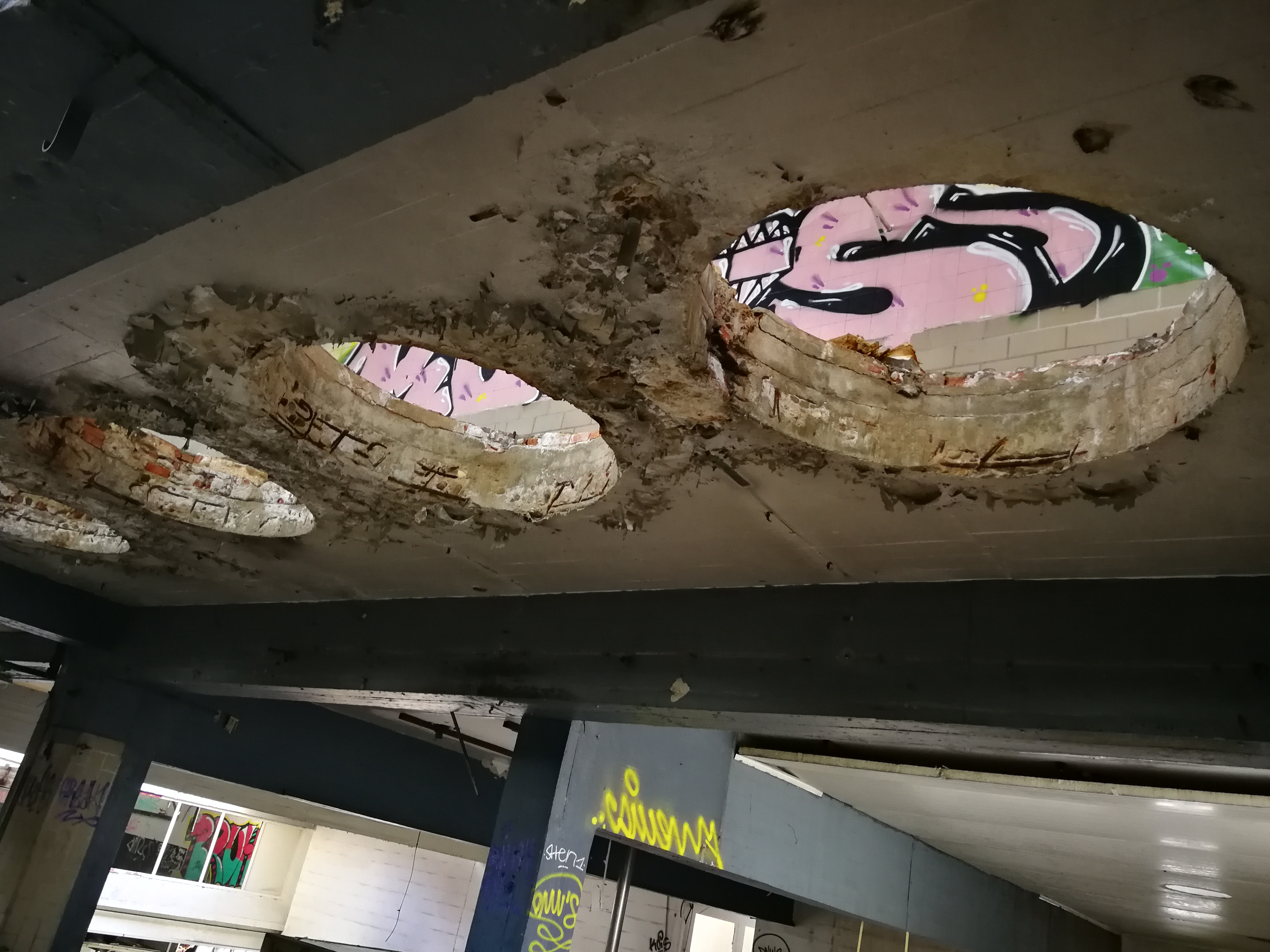
Madrid, Fuencarral-El Pardo. Central Lechera CLESA, interior. Alejandro de la Sota
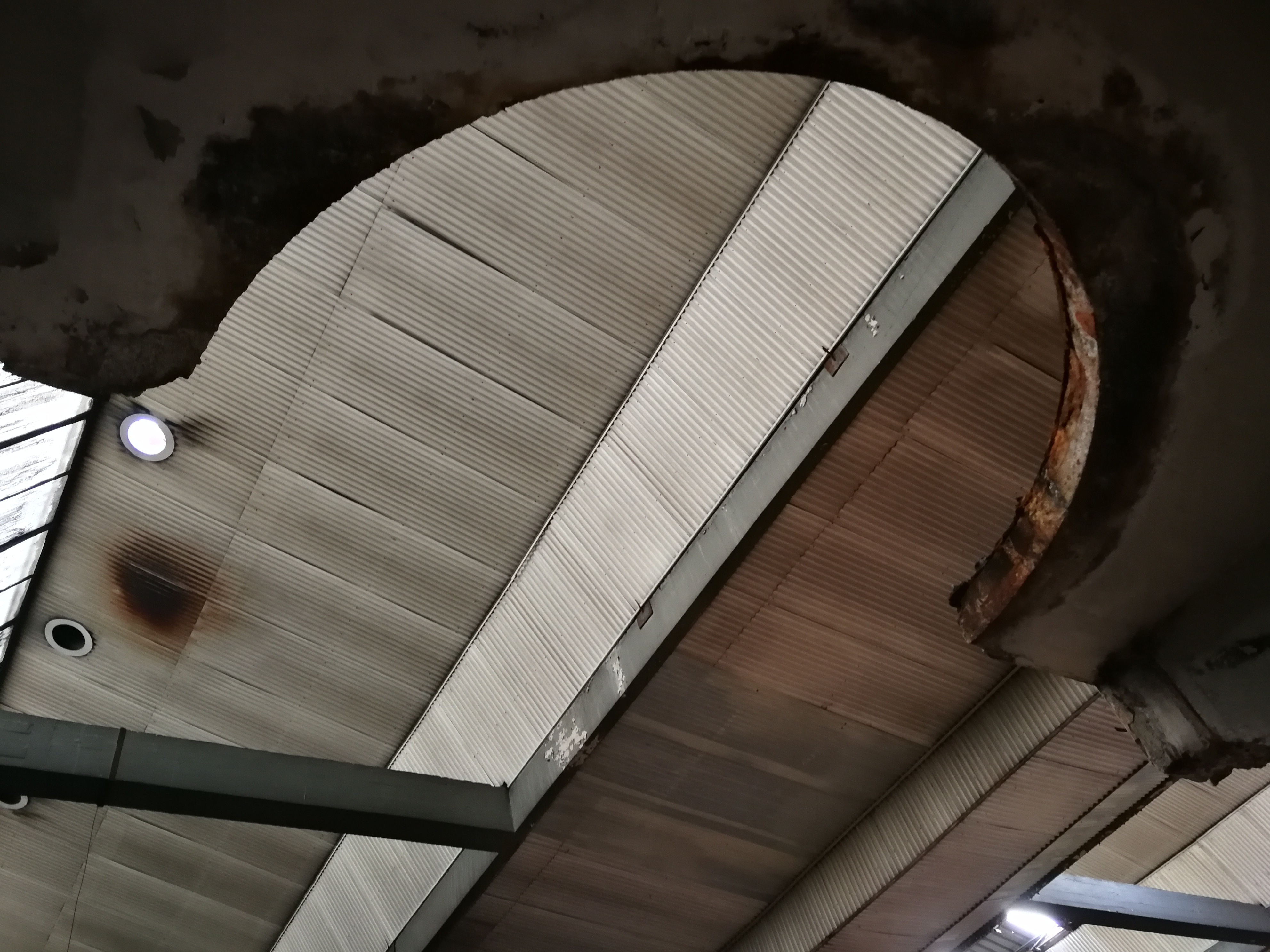
Madrid, Fuencarral-El Pardo. Central Lechera CLESA, interior. Alejandro de la Sota

## Galería: exterior del edificio

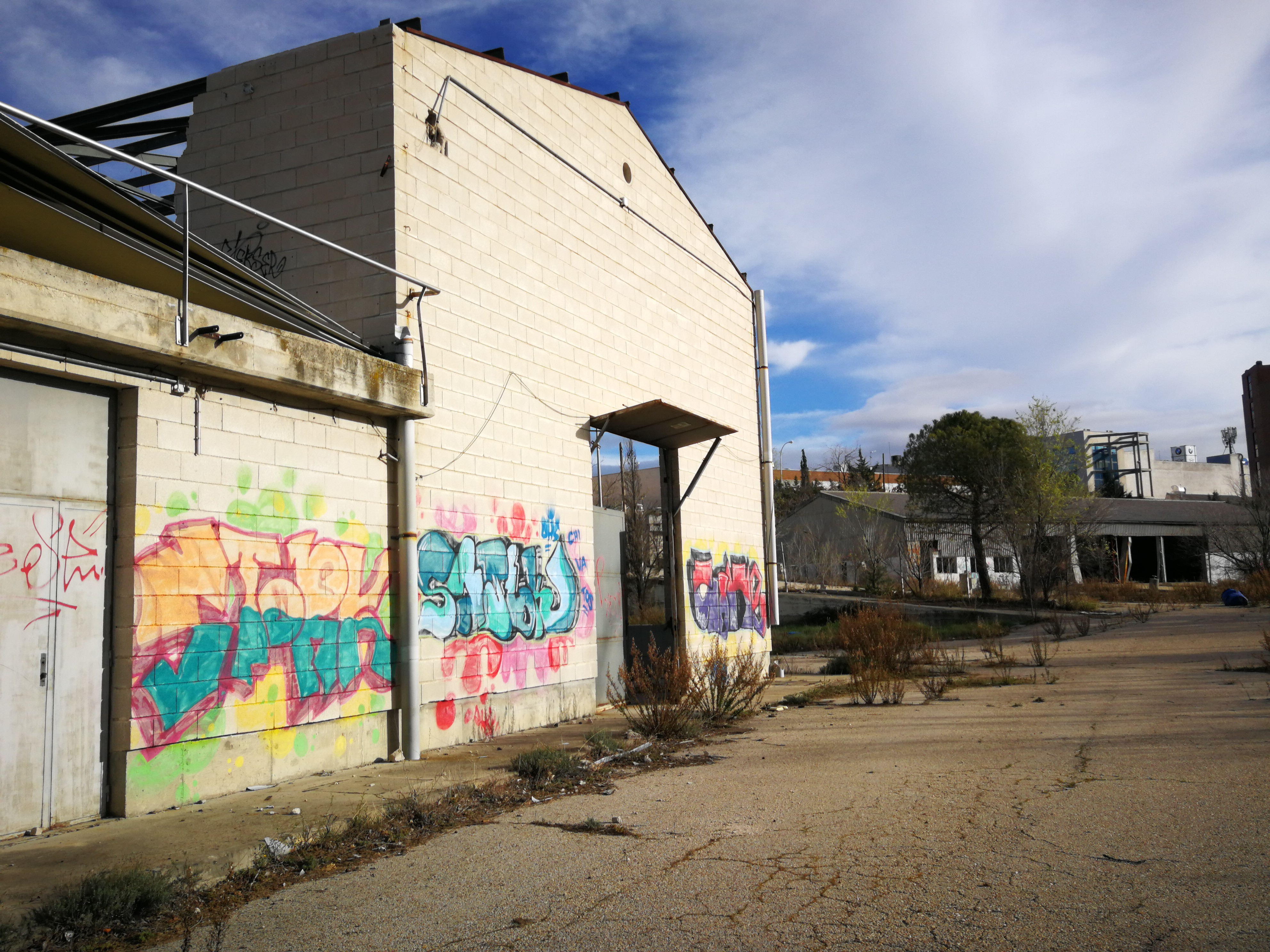
Madrid, Fuencarral-El Pardo. Central Lechera CLESA, exterior. Alejandro de la Sota
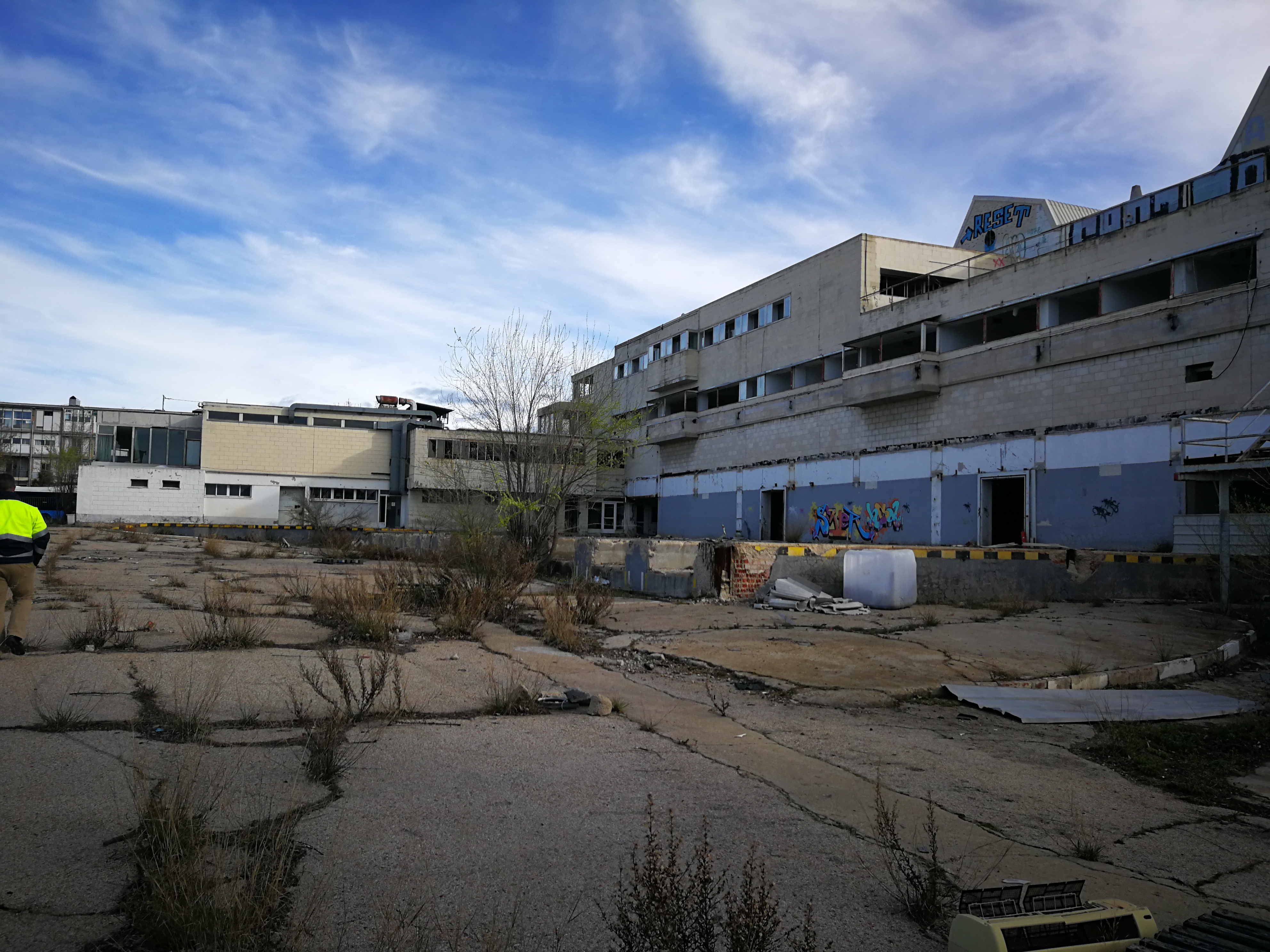
Madrid, Fuencarral-El Pardo. Central Lechera CLESA, exterior. Alejandro de la Sota
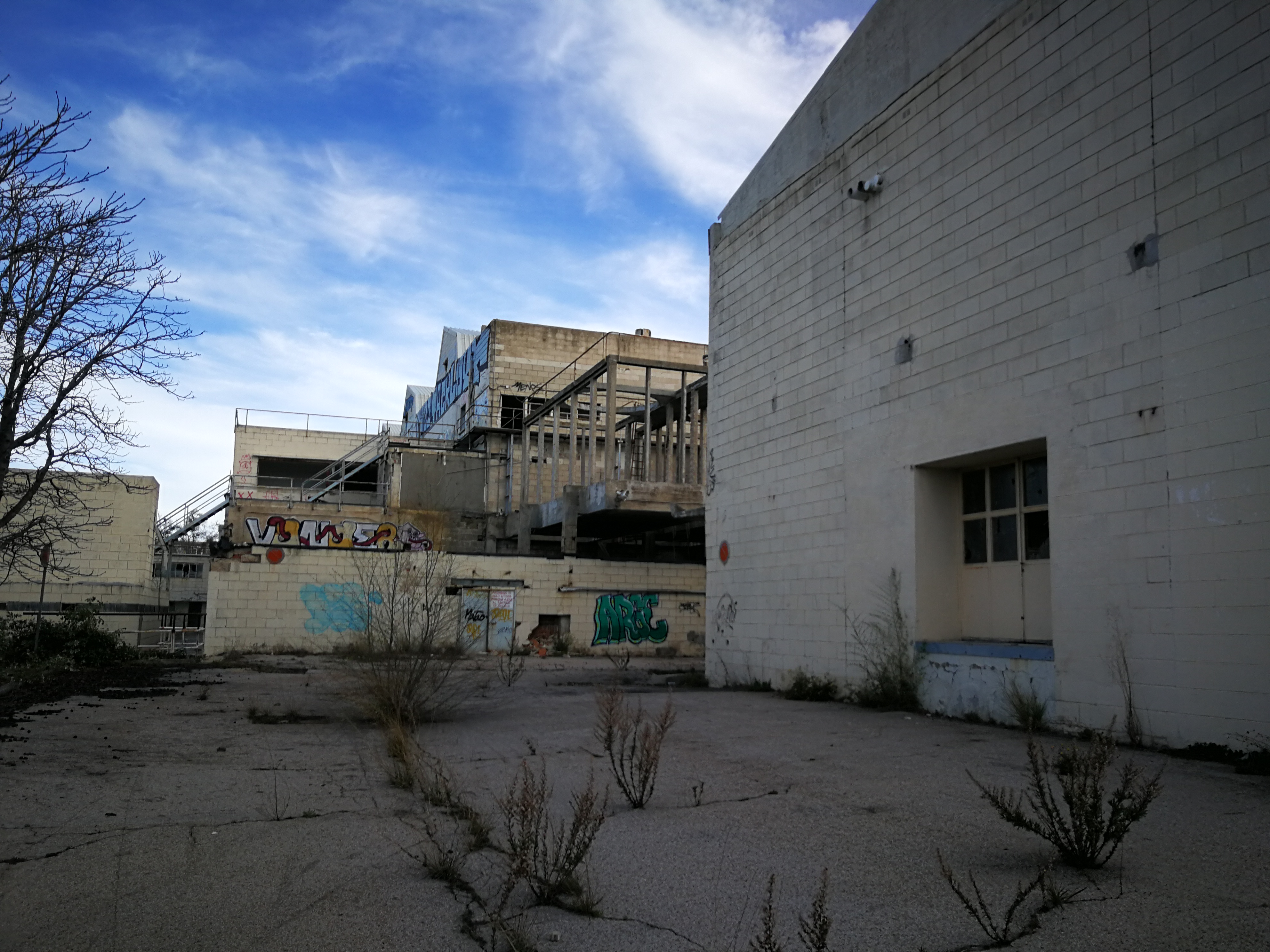
Madrid, Fuencarral-El Pardo. Central Lechera CLESA, exterior. Alejandro de la Sota
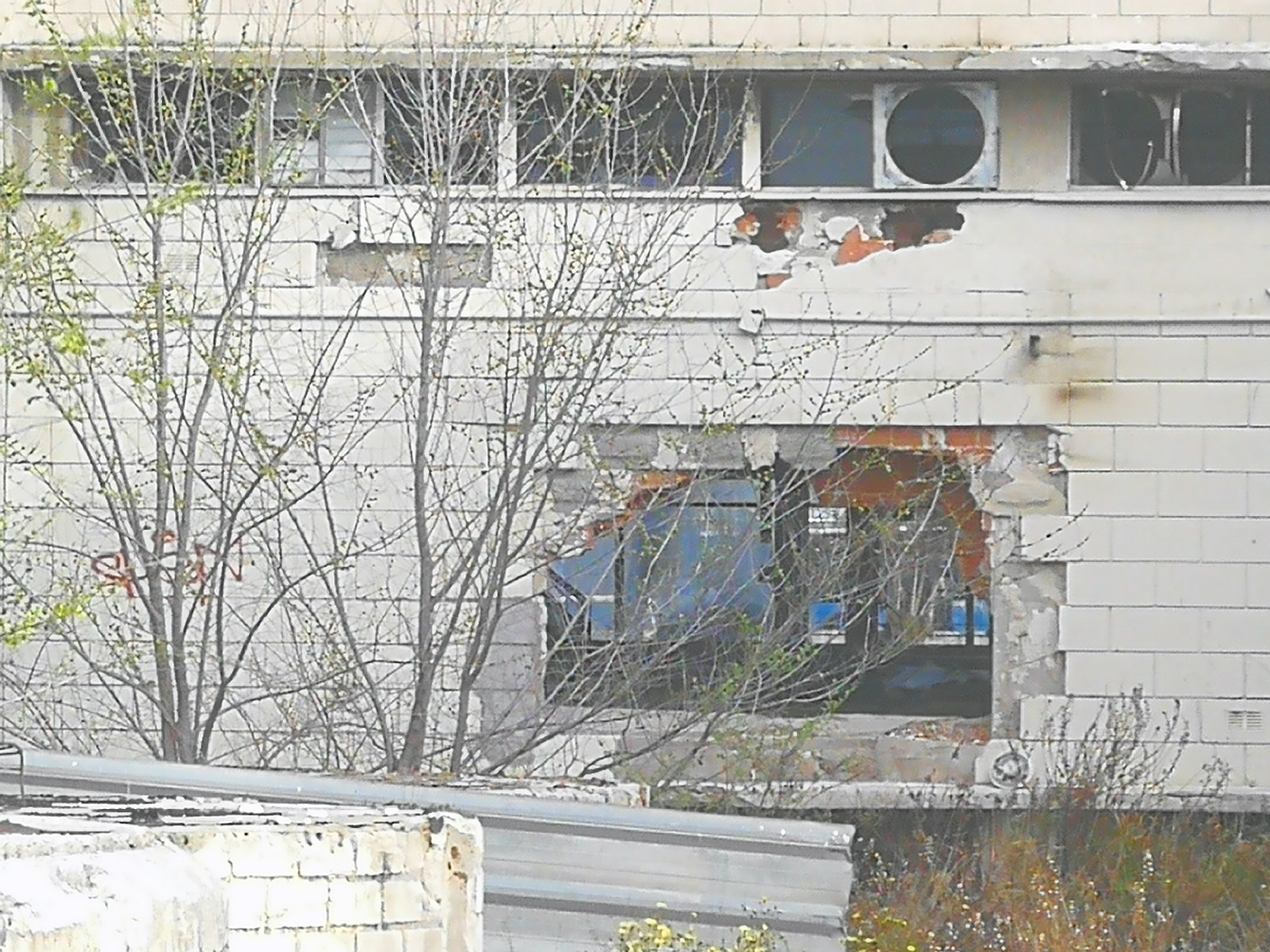
Madrid, Fuencarral-El Pardo. Central Lechera CLESA, exterior. Alejandro de la Sota
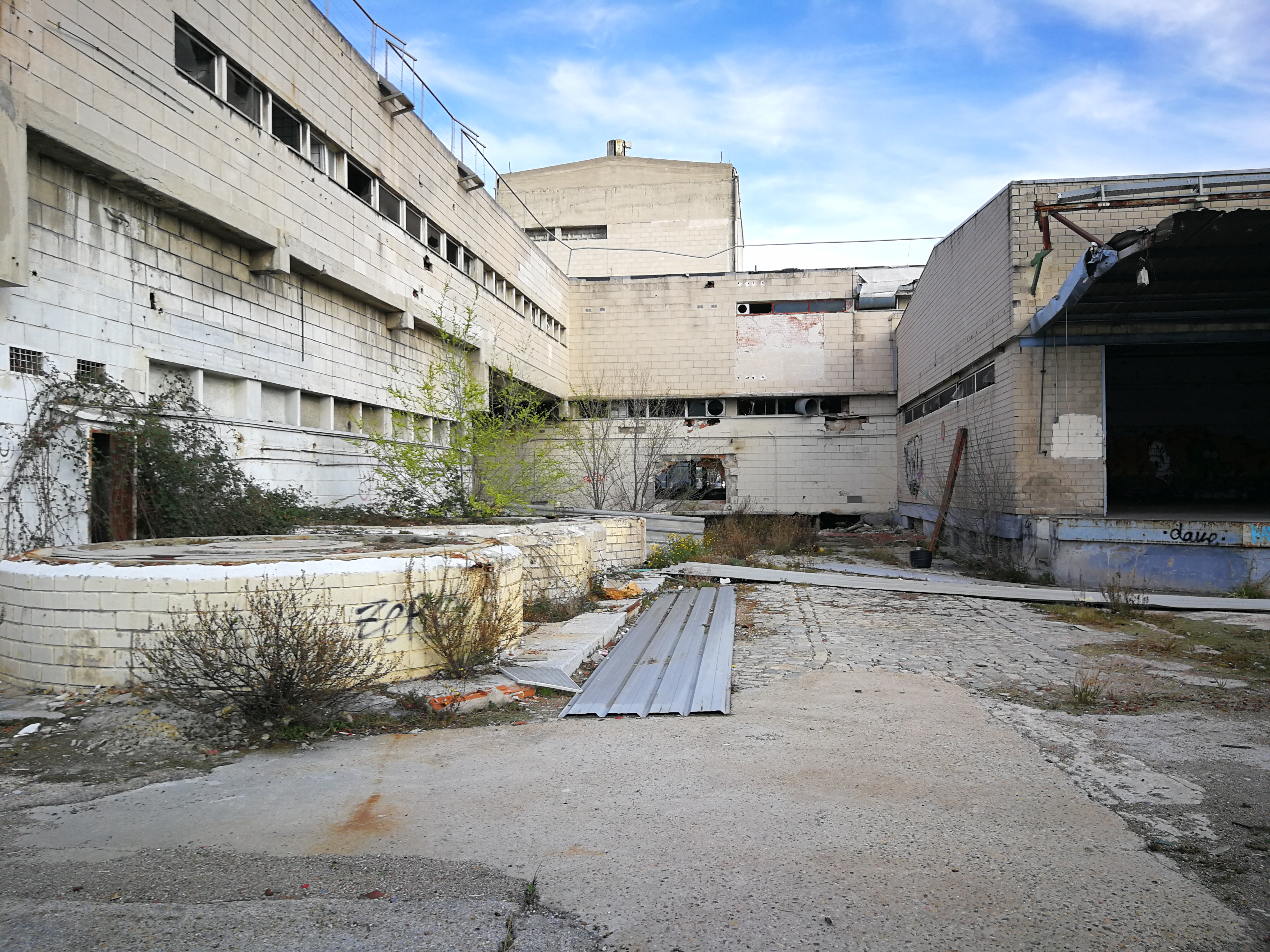
Madrid, Fuencarral-El Pardo. Central Lechera CLESA, exterior. Alejandro de la Sota
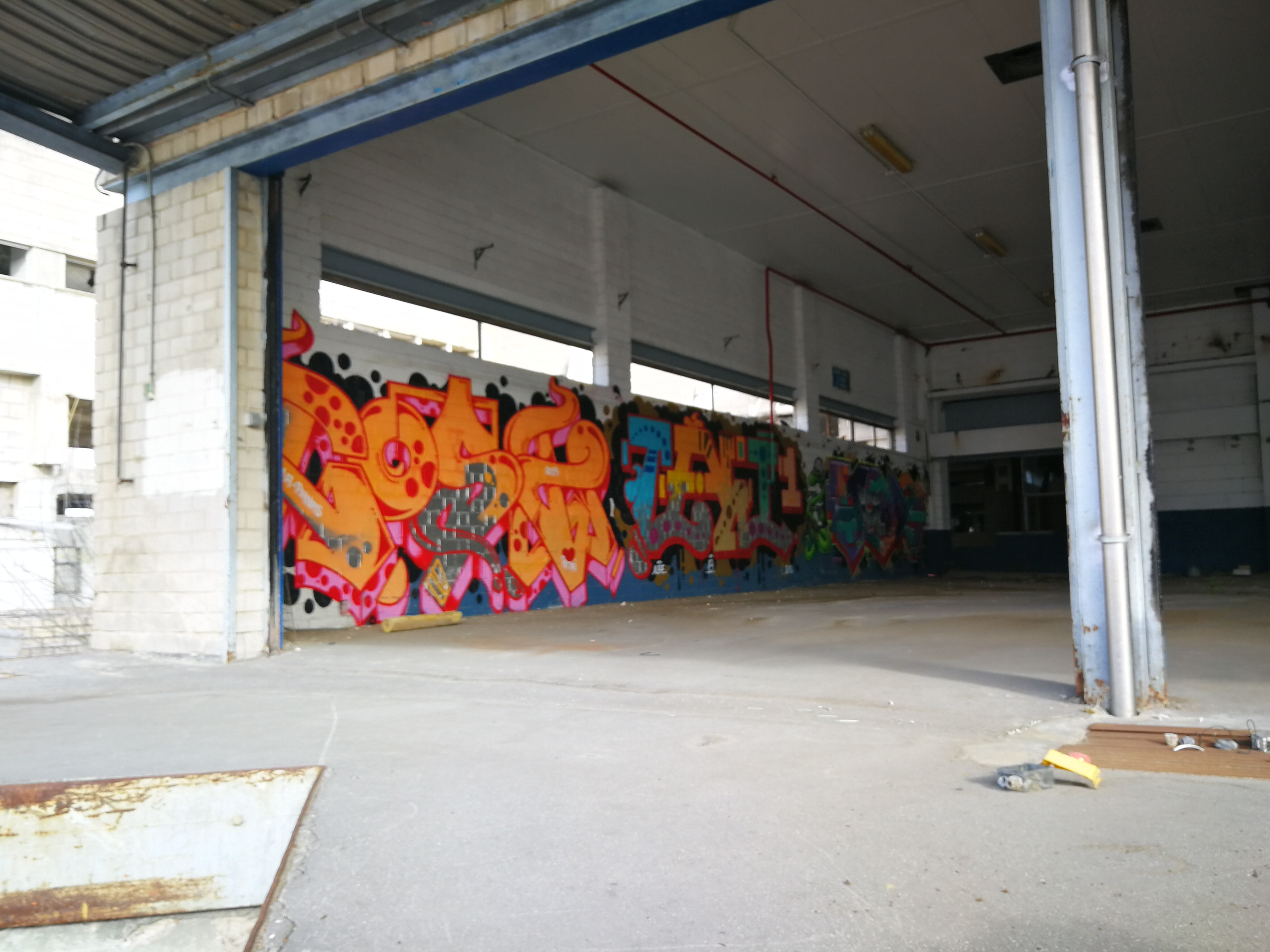
Madrid, Fuencarral-El Pardo. Central Lechera CLESA, exterior. Alejandro de la Sota
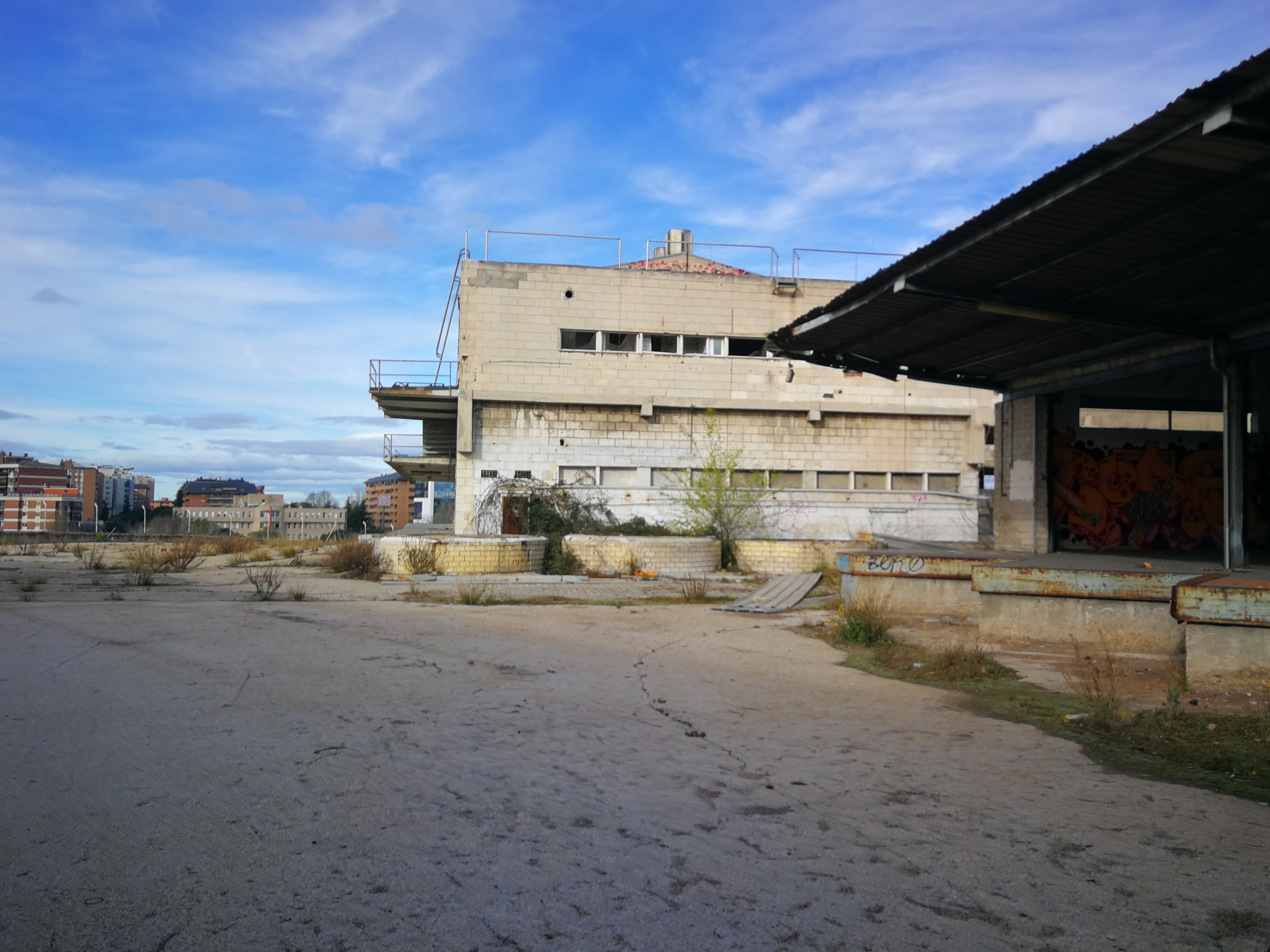
Madrid, Fuencarral-El Pardo. Central Lechera CLESA, exterior. Alejandro de la Sota
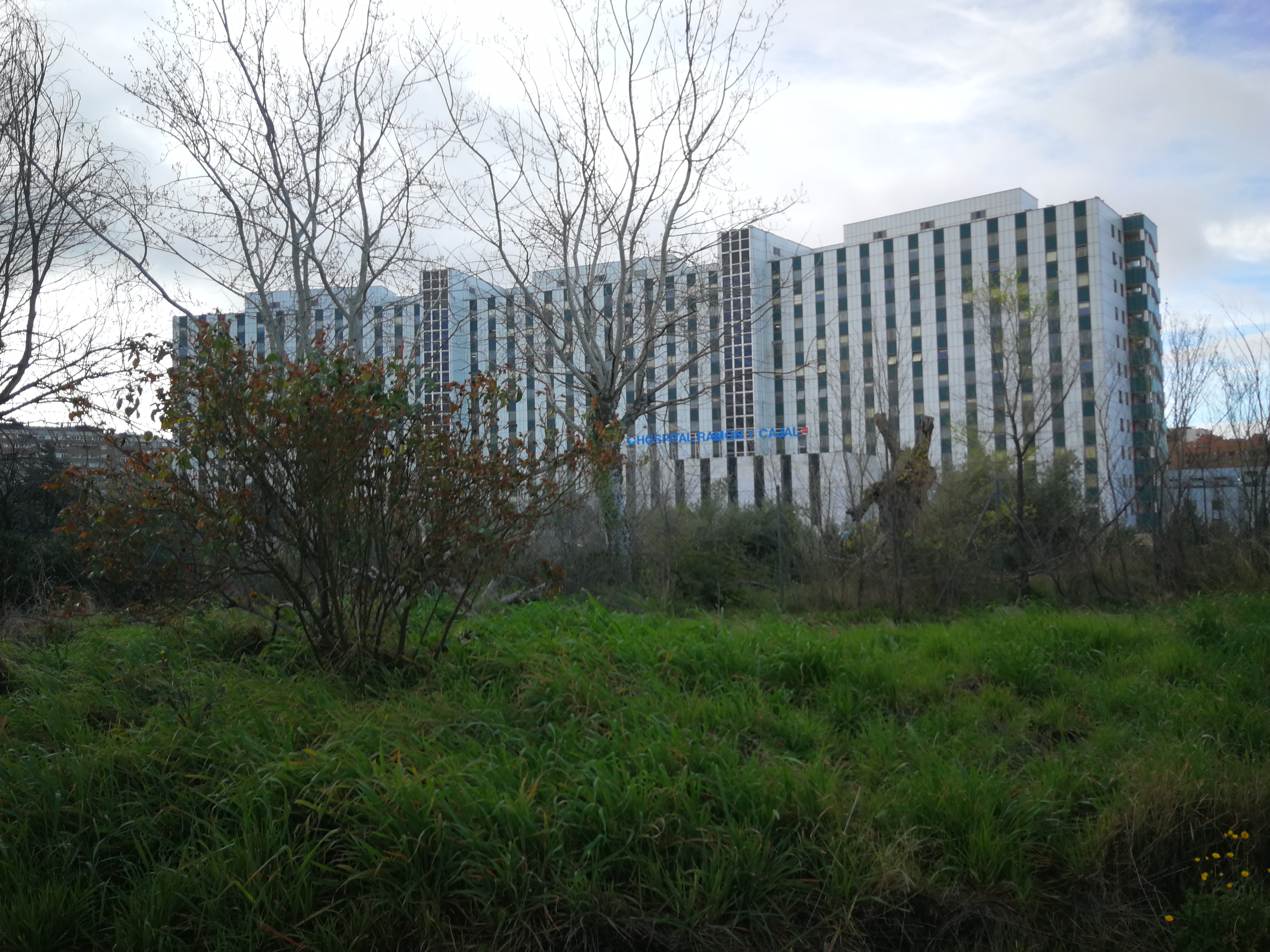
Madrid, Fuencarral-El Pardo. Central Lechera CLESA, exterior. Hospital Universitario Ramón y Cajal
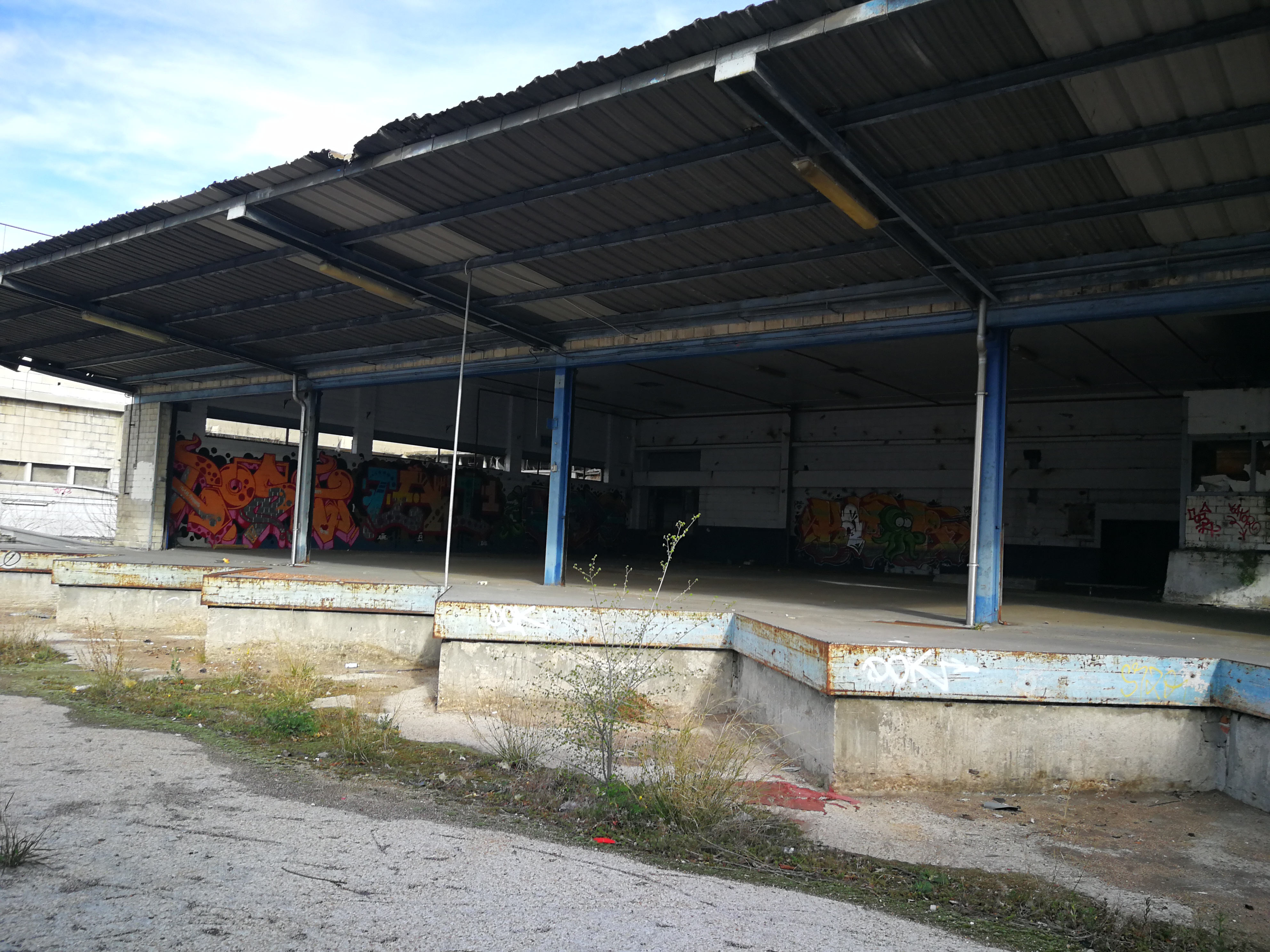
Madrid, Fuencarral-El Pardo. Central Lechera CLESA, exterior. Alejandro de la Sota
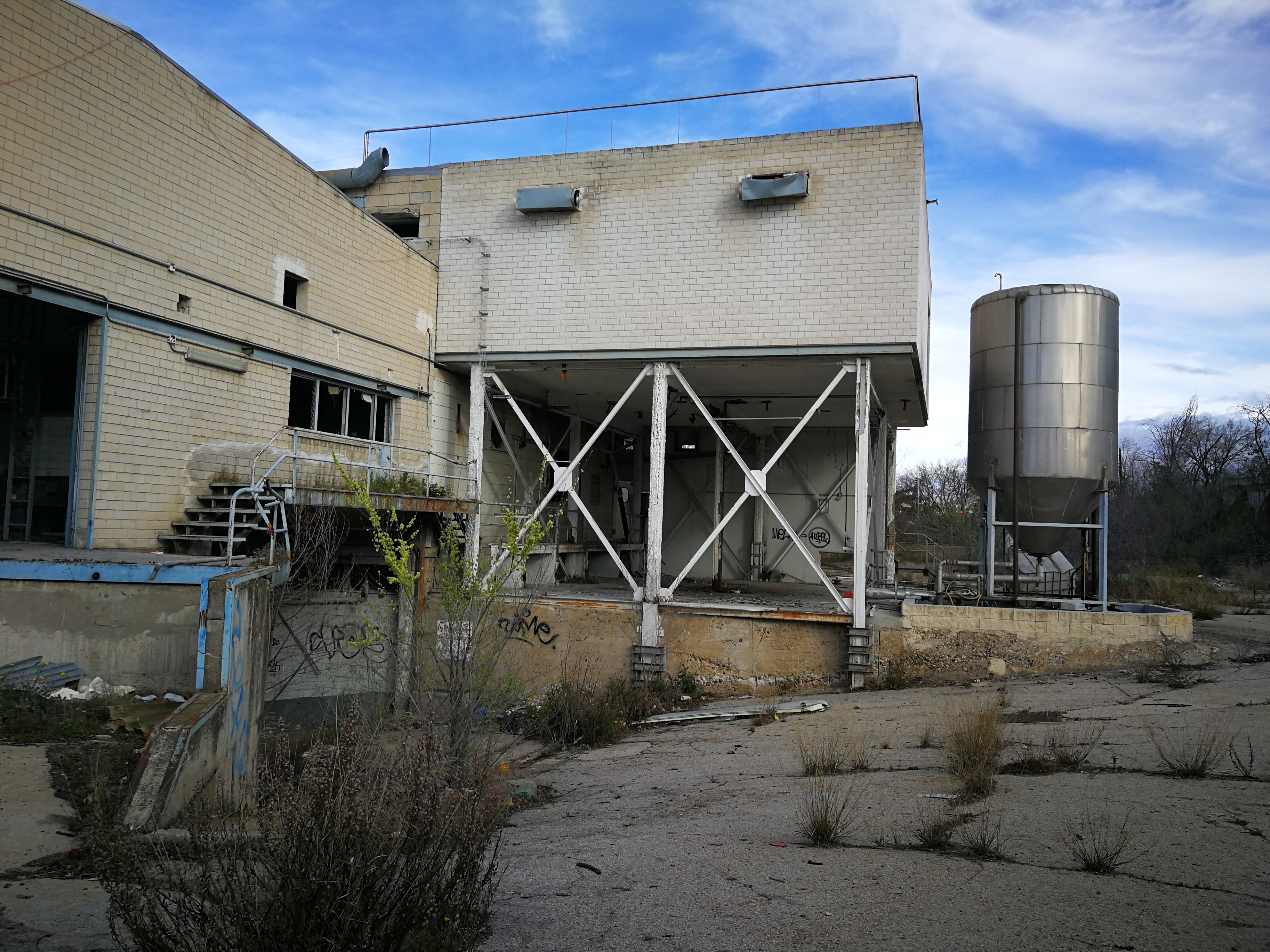
Madrid, Fuencarral-El Pardo. Central Lechera CLESA, exterior. Alejandro de la Sota